# اما کیت
اما کیت (انگلیسی: Emma Kete؛ زادهٔ ۱ سپتامبر ۱۹۸۷) بازیکن فوتبال اهل نیوزیلند است.
از باشگاه‌هایی که در آن بازی کرده‌است می‌توان به وسترن نیویورک فلش، باشگاه فوتبال زنان منچستر سیتی، باشگاه فوتبال منچستر سیتی، و باشگاه فوتبال پرث گلوری اشاره کرد.
وی همچنین در تیم‌های ملی فوتبال New Zealand women's national under-20 football team و زنان نیوزیلند بازی کرده‌است.